# Dolmen de la Voie
Le dolmen de la Voie, appelé aussi dolmen de Prouhet (Prouette, Prouët), est une allée couverte située sur la commune du Pin, dans le département des Deux-Sèvres.

## Historique
L'édifice a été fouillé à diverses reprises, en 1877 par B. Ledain, en 1909 par N. Gabillaud, en 1921 par E. Boismoreau qui en donne la première description, en 1925 par le chanoine Tricaud. Il est classé au titre des monuments historiques en 1978.

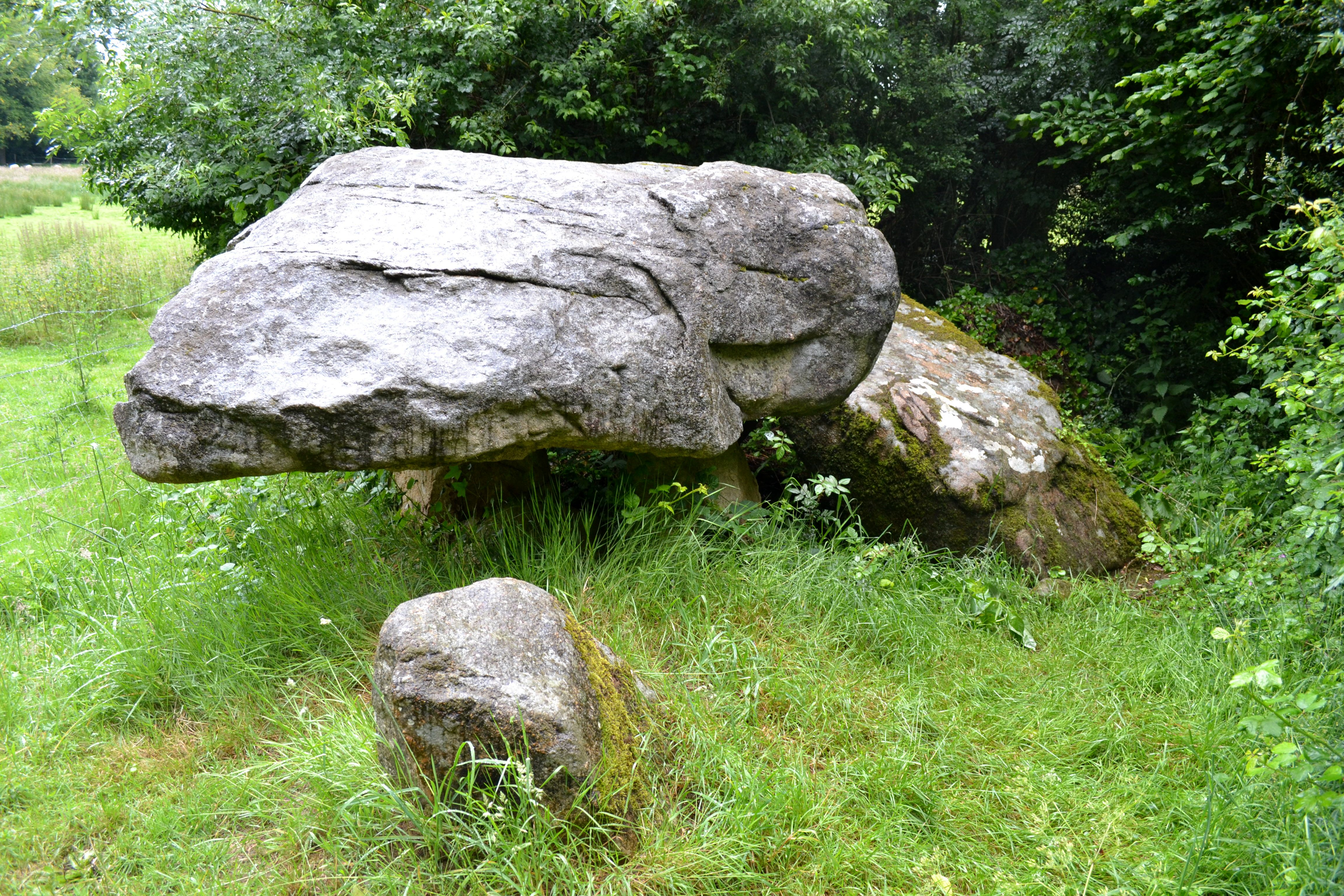
Vue de l'avant.

## Description
L'allée couverte est en très mauvais état. Dans sa partie postérieure, elle comporte une table de couverture de forme irrégulière épaisse de 0,75 m qui repose sur deux piliers. Un troisième pilier, encore debout vers 1921, s'est depuis effondré à l'intérieur de la chambre. Dans la partie antérieure, un orthostate soutient un coin de la table et une dalle inclinée à 45° dont la nature (table ou pilier) est incertaine. Trois autres blocs sont visibles vers l'avant. Boismoreau mentionne deux blocs supplémentaires vers l'avant désormais disparus.
Le tumulus en forme d'ovale très allongé est encore visible. Il est composé de blocs en granulite et de cailloux de quartz issus d'un gisement proche.

## Fouilles
Ledain mentionne la découverte d'un vase en terre blanche (qui semble être contemporain), quelques tessons noircis par le  feu et un petit grattoir en silex. Gabillaud recueillit  des morceaux de charbon, des ossements et des tessons de poterie attribués au Néolithique tout en signalant qu'un ensemble d'objets (poignard, haches, grattoir) en silex et diorite provenant du dolmen sont détenus par un particulier de Bressuire. Gabillaud signale la découverte d'une cachette contant 20 à 30 lames en silex à environ 300 m au sud-est du dolmen. Lors de ses propres fouilles, Boismoreau ne découvre que deux percuteurs en quartz.